# Teateråret 1990

## Händelser

### Okänt datum
- Stockholms stadsteater flyttar in i Kulturhuset vid Sergels torg

## Priser och utmärkelser
- 16 oktober - O'Neill-stipendiet tilldelas Thommy Berggren[1]
- Thaliapriset tilldelas Peter Oskarson
- Svenska Akademiens teaterpris tilldelas Nils Poppe
- Mona Malm tilldelas medaljen Litteris et Artibus

### Guldmasken
| Bästa skådespelerska:          | Lena Nyman        | Skvaller                                       |
| Bästa skådespelare:            | Brasse Brännström | Skvaller                                       |
| Bästa kvinnliga biroll:        | Hege Schoyen      | Dizzie Tunes                                   |
| Bästa manliga biroll:          | Claes Malmberg    | Les Misérables                                 |
| Bästa kvinnliga musikalartist: | Maria Rydberg     | Les Misérables                                 |
| Bästa manliga musikalartist:   | Tommy Körberg     | Les Misérables                                 |
| Regi:                          | Lars Amble        | Skvaller                                       |
| Koreografi:                    | Chet Walker       | Annie get Your Gun                             |
| Scenografi:                    | Bengt Peters      | Skaffa Mig En Tenor, Dizzie Tunes och Skvaller |
| Kostym:                        | Mathias Clason    | Annie get Your Gun                             |
| Juryns specialpris:            | Ture Rangström    | översättning av Les Misérables                 |
| Privatteatrarnas pris:         | Peter Flack       |                                                |

Se vidare MusikalNet listor över pristagare

## Årets uppsättningar

### Okänt datum
- Teenage Mutant Ninja Turtles: Coming Out of Their Shells spelas i Radio City Music Hall [2].
- Staffan Göthes pjäs Den perfekta kyssen har urpremiär
- Hagge Geigert firar 25 år som teaterdirektör för Lisebergsteatern i Göteborg och sätter upp farsen Hotelliggaren med band andra Laila Westersund, Ulf Dohlsten och Puck Ahlsell.
- Tomas von Brömssen har premiär på sin enmansshow Tomas revy som blir en långkörare i Göteborg, Stockholm och Oslo.

## Avlidna
- 17 februari – Eric Stolpe, 70, svensk skådespelare, textförfattare och revyartist.
- 3 juni – Aino Taube, 77, svensk skådespelare.[1]